# NGC 5063
NGC 5063 је спирална галаксија у сазвежђу Кентаур која се налази на NGC листи објеката дубоког неба.
Деклинација објекта је - 35° 21' 11" а ректасцензија 13h 18m 25,7s. Привидна величина (магнитуда) објекта NGC 5063 износи 12,4 а фотографска магнитуда 13,3. NGC 5063 је још познат и под ознакама ESO 382-36, MCG -6-29-27, AM 1315-350, PGC 46357.